# Pukao
El Pukao Seamount és un volcà submarí, el més occidental de la cadena submarina de Pasqua o de la carena Sala y Gómez. A l'est hi ha el Moai (fons marí) i després l'Illa de Pasqua. S'aixeca 2.500 metres des del fons oceànic fins a uns centenars de metres de la superfície del mar. El fons marí de Pukao és força jove i es creu que s'ha desenvolupat en els darrers pocs centenars de anys a mesura que la placa de Nazca flota sobre el punt de pasqua .